# Sommer-Paralympics 1976/Dartchery
Bei den Sommer-Paralympics 1976 im kanadischen Toronto wurden drei Wettbewerbe im Dartchery (Bogenschießen auf eine Dartscheibe) ausgetragen. Teilnahmeberechtigt waren Doppel der Männer, der Frauen sowie gemischte Doppel (Mixed).

## Ergebnisse

### Männer
| Platz | Mannschaft                                                | Siege |
| ----- | --------------------------------------------------------- | ----- |
| 1.    | FrankreichA. Piutti Thore                                 | 5     |
| 2.    | Vereinigte StaatenPatrick Krishner Timothy van der Meiden | 4     |
| 3.    | NiederlandePiet Blanker Popke Popkema                     | 3     |
| 4.    | KanadaC. Ladd T. Parker                                   | 2     |
| 5.    | Vereinigtes KönigreichJ. Robertson I. Smith               | 1     |
| 5.    | JapanShigenobu Hashiguchi Kenichi Tomita                  | 1     |
| 5.    | NorwegenT. Skogmo Oddbjørn Stebekk                        | 1     |
| 5.    | SchwedenM. Eden U. Hornlund                               | 1     |

| Platz | Mannschaft                                  | Siege |
| ----- | ------------------------------------------- | ----- |
| 9.    | AustralienRoy Fowler J. Heath               | 0     |
| 9.    | BelgienGuy Grun Jozef Meysen                | 0     |
| 9.    | BrasilienRobson S. Almeida Manuel Alves     | 0     |
| 9.    | BR DeutschlandElbracht R. Schmidberger      | 0     |
| 9.    | GuatemalaVitalino Marroquin Alfonso Reynoso | 0     |
| 9.    | IrlandJames Garrifan Clause Stevens         | 0     |
| 9.    | SüdkoreaYoon Bae Kim Sung Kou Tu            | 0     |

### Frauen
| Platz | Mannschaft                                          | Siege |
| ----- | --------------------------------------------------- | ----- |
| 1.    | Vereinigte StaatenSusan Hagel Rhonda July           | 4     |
| 2.    | Vereinigtes KönigreichM. Cooper Margaret Maughan    | 3     |
| 3.    | Südafrikanische UnionR. Alexander Margaret Harriman | 2     |
| 4.    | NorwegenOddfrid Holen Herdis Warberg                | 1     |
| 5.    | AustralienElizabeth Kosmala C. McLean               | 0     |

### Mixed
| Platz | Mannschaft                                 | Siege |
| ----- | ------------------------------------------ | ----- |
| 1.    | AustralienJohn Kestel Margaret Ross        | 5     |
| 2.    | FinnlandArvo Kalenius Elli Korva           | 4     |
| 3.    | BelgienAimé Desal Alice Verhee             | 3     |
| 4.    | MexikoCarlos Guadiana Ana Maria Tenorio    | 2     |
| 5.    | KanadaE. Ell (w) B. Ward (m)               | 1     |
| 5.    | BR DeutschlandAnneliese Dersen Heinz Geiss | 1     |

| Platz | Mannschaft                                          | Siege |
| ----- | --------------------------------------------------- | ----- |
| 5.    | SchwedenBodil Elgh A. Luks                          | 1     |
| 5.    | Vereinigte StaatenJay Brown Sally Staudte           | 1     |
| 9.    | FrankreichJean-Marc Chapuis Mireille Maraschin      | 0     |
| 9.    | Vereinigtes KönigreichD. Lilley (m) G. Matthews (w) | 0     |
| 9.    | JapanKatsuhiro Hamanoue Tomoko Yamazaki             | 0     |
| 9.    | NorwegenCasper Caspersen Åse Karlsen                | 0     |